# Hanover (New Hampshire)
Hanover is een plaats (town) in de Amerikaanse staat New Hampshire, en valt bestuurlijk gezien onder Grafton County. De plaats ligt aan de Connecticut River.

Hanover is vooral bekend door het Dartmouth College, een van de beroemde Ivy League colleges.

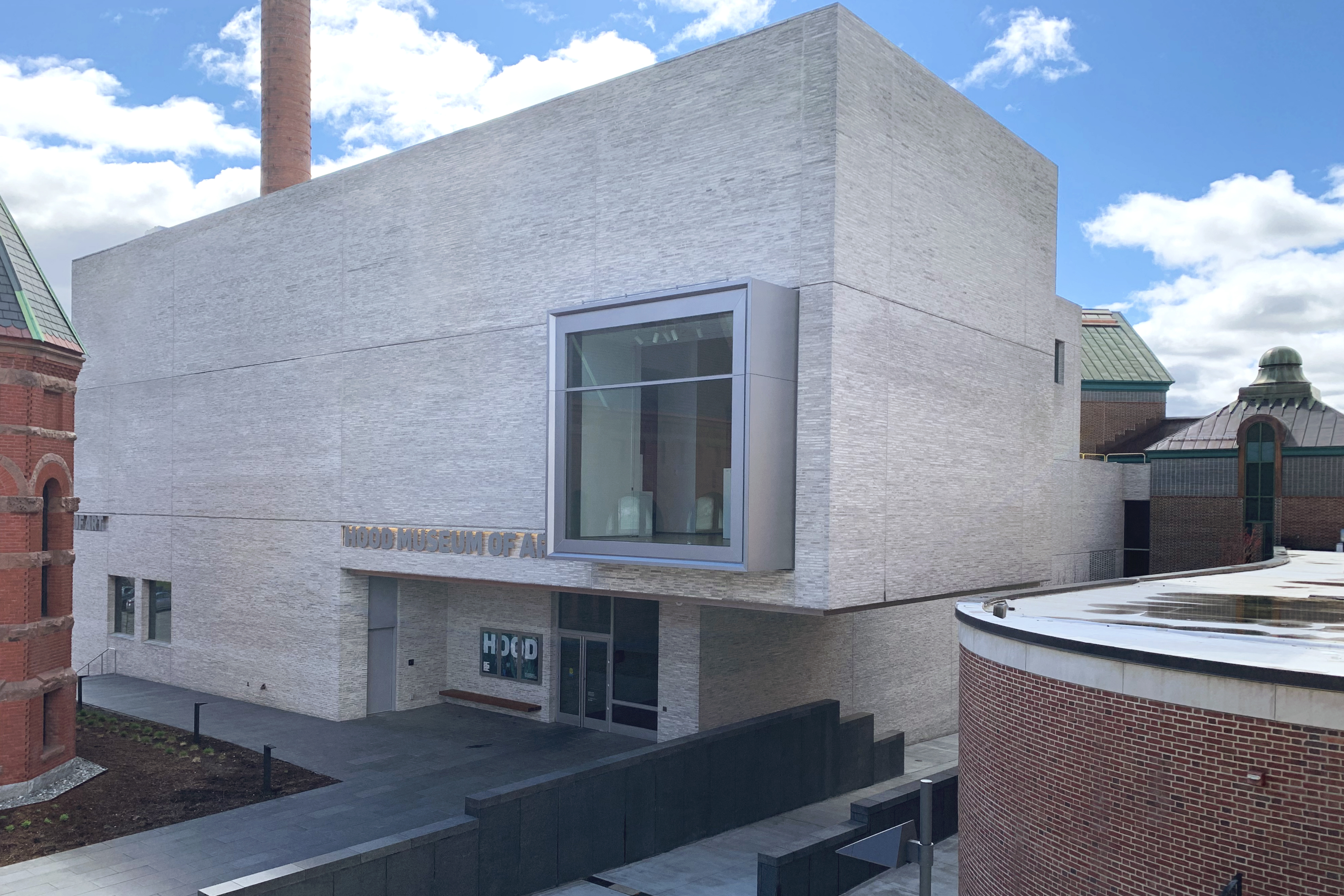
Dartmouth College Hanover: Hood Museum of Art

## Demografie
Bij de volkstelling in 2000 werd het aantal inwoners vastgesteld op 10.850.

## Geografie
Volgens het United States Census Bureau beslaat de plaats een oppervlakte van 130,0 km², waarvan 127,1 km² land en 2,9 km² water. Hanover ligt op ongeveer 177 m boven zeeniveau.

## Plaatsen in de nabije omgeving
De onderstaande figuur toont nabijgelegen plaatsen in een straal van 24 km rond Hanover.

## Geboren
- Laura Bridgman (1829-1889), doofblinde
- Tommy Ford (1989), alpineskiër